# 熊と美女の恋人気分!
『熊と美女の恋人気分!』（くまとびじょのこいびときぶん）は、1984年6月2日から9月29日まで日本テレビで放送されたバラエティ番組。放送時間は毎週土曜 22:30 - 22:57（JST）。

## 概要
前番組『テレビ三面記事 ウィークエンダー』に替わってスタートした番組で、日曜17時台の15分番組『レオナルドにゅうす笑』に出演していたコント・レオナルドが司会を務めた。番組タイトルの「熊」とはレオナルド熊のことで、番組は彼が女優とトークを展開する模様を放送していた。
番組は3か月で終了している。

## 出演者
- レオナルド熊
- 石倉三郎
- 牧口昌代
- 堀敏彦
- ヘザー

## スタッフ
- 構成：新野隆司、長谷川勝士、沢口義明、笠博勝、遠藤察男、山口五十鈴
- 音楽：シゲ・堂本
- 音楽効果：鈴木勉
- デザイン：川端淳朗
- 美術進行：高野豊
- タイトル：丸山能明
- 技術：安波次夫
- 映像：岩本茂
- カメラ：南良郎
- 音声：中村一男
- 照明：浅見俊一
- 広報：行木則雄
- 演出：中村佳弘
- プロデューサー：北村光雄
- 制作協力：石井光三オフィス
- 製作著作：日本テレビ

## コーナー
トークコーナー
美女とのトークコーナー。
ワンモアチャンス・熊叩きゲーム
番組後半に放送されたコーナー。ハンマーを使ったゲームでレオナルド熊のデザインの人形を叩き飛ばし、飛んだ段階に応じて賞品が貰えた。また、視聴者プレゼントもあった。